# Котчиха (станция)
Ко́тчиха — железнодорожная станция Кировского региона Горьковской железной дороги. Основана в 1932 году, как и одноимённый посёлок сельского типа Котчиха в Омутнинском районе Кировской области.

## История
С 1932 по 2004 годы на станции имелись 3 пути. Центральный путь предназначался для транзита и остановки пассажирского поезда. Левый — для стоянки грузовых составов. Правый — подъездной путь в производственную зону ИК-1 УФСИН по Кировской области.
С 1932 по 2000 годы существовал железнодорожный вокзал. В дальнейшем был упразднён.
В 2004 году левый путь был ликвидирован, а правый частично разобран. Остался подъезд в ИК-1.
На данный момент[когда?]

 существует платформа для посадки-высадки пассажиров.
С 2014 года в производственной зоне колонии увеличился объём отгрузки лесоматериалов в грузовые вагоны.